# Rampa processionale
La Rampa processionale del complesso funerario detta anche "Via cerimoniale", era la strada di collegamento tra il tempio funerario edificato in posizione elevata ed il tempio a valle situato vicino al Nilo.

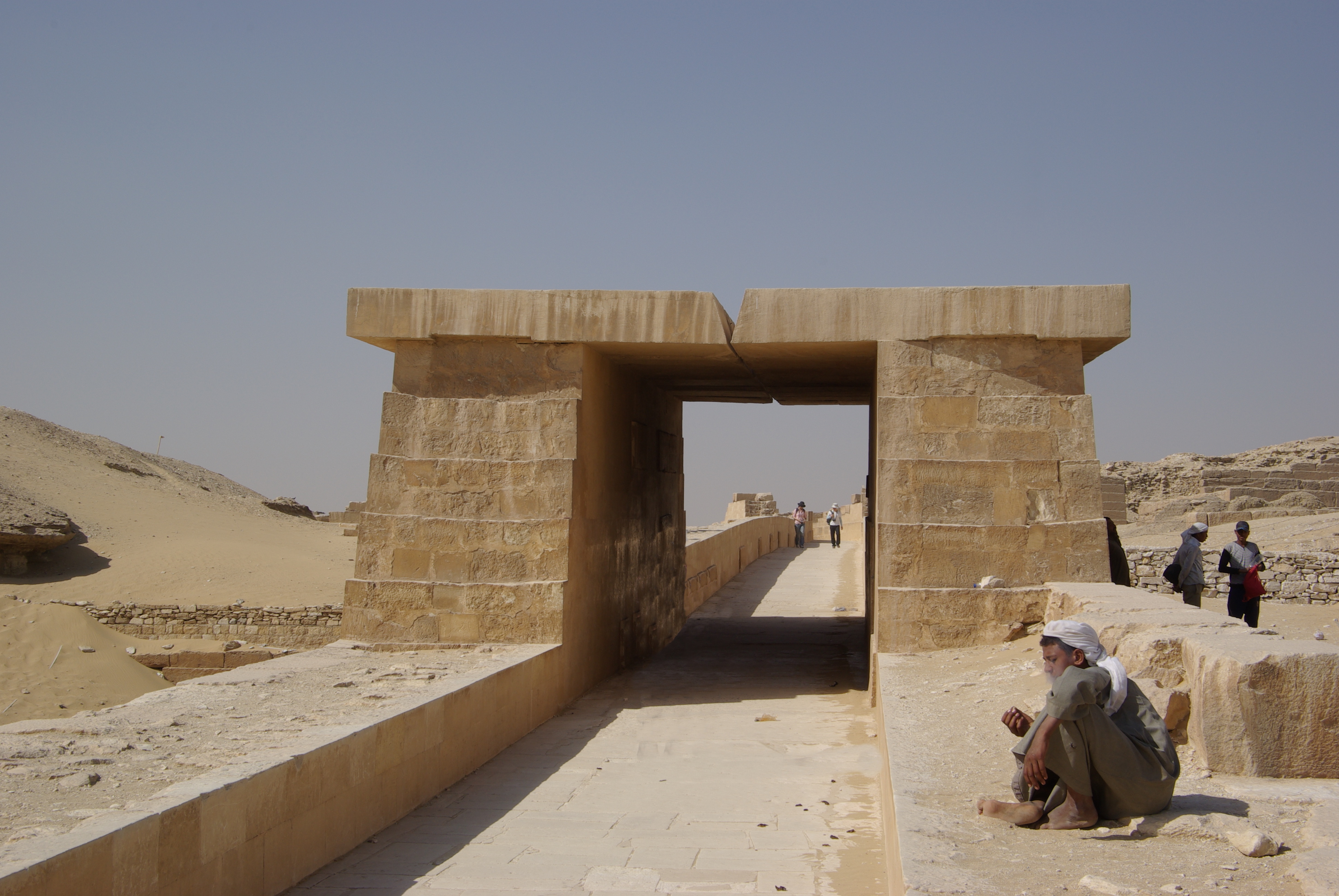
Rampa processionale del complesso funerario piramidale del sovrano Unis

La rampa poteva avere lunghezze notevoli come quella della piramide di Cheope lunga oltre 600 metri oppure come quella della piramide di Djedefre ad Abu Rawash lunga circa 1.500 metri.
Era generalmente decorata con rilievi a carattere apotropaico riferiti spesso alla vittoria del sovrano sui nemici e sul Caos in generale oppure potevano avere un soggetto più realistico come nella rampa di Sahura dove è raffigurato il trasporto del pyramidion.
Pur avendo una copertura, la luce filtrava da apposite fessure accentuando la penombra e con essa i misteri connessi con la morte e la rinascita.
Nel tempio a valle il sovrano defunto lasciava simbolicamente e definitivamente la sua vita terrena, percorrendo la rampa da est ad ovest come un nuovo sole e mentre il corteo funebre si snodava per raggiungere la "dimora d'eternità", egli ormai divinità, ascendeva al cielo e al cospetto di Ra.

## Galleria d'immagini

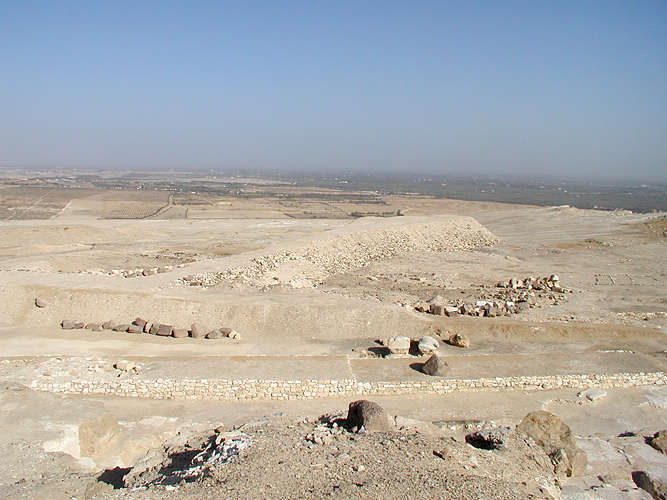
Rampa processionale di Djedefre
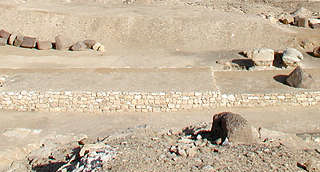
Rampa processionale di Djedefre (particolare)
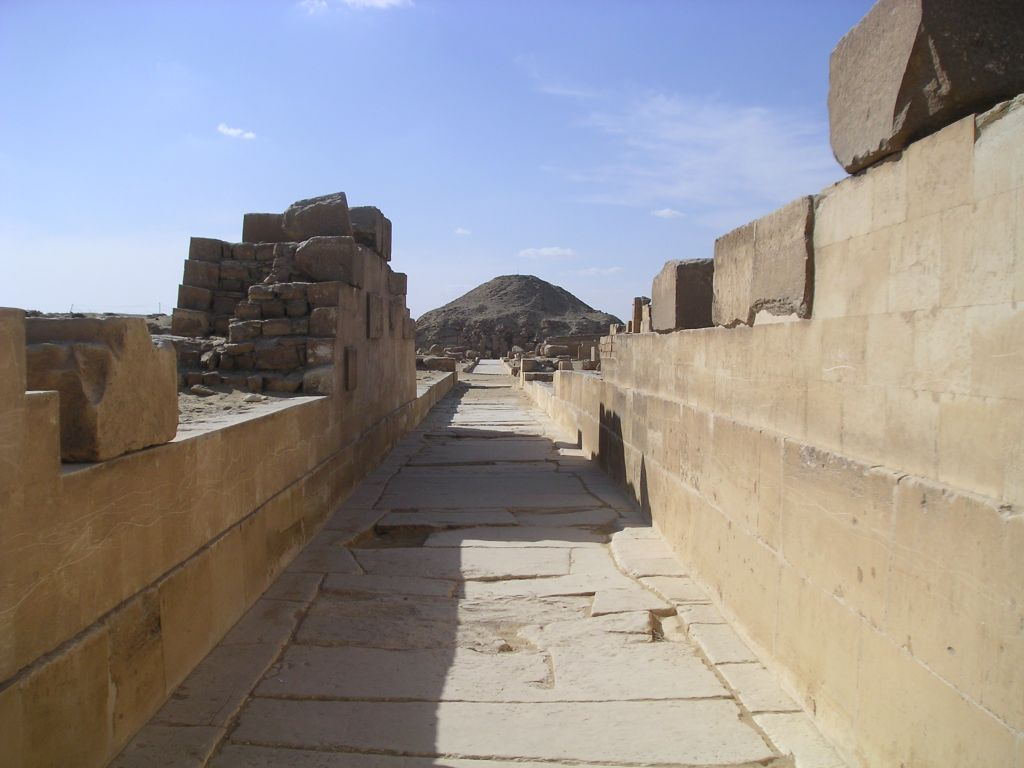
Rampa processionale di Unis
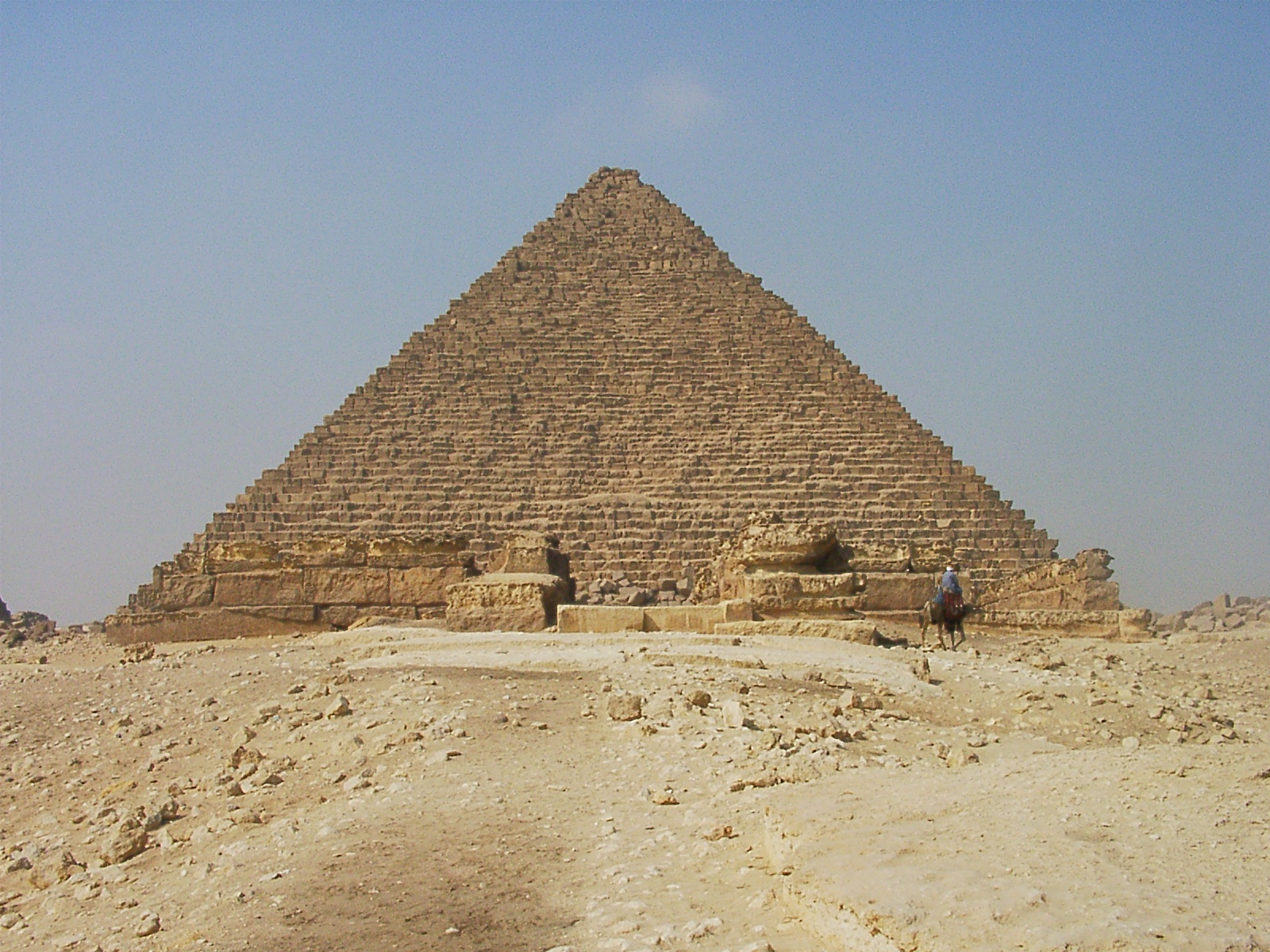
Rampa processionale di Micerino
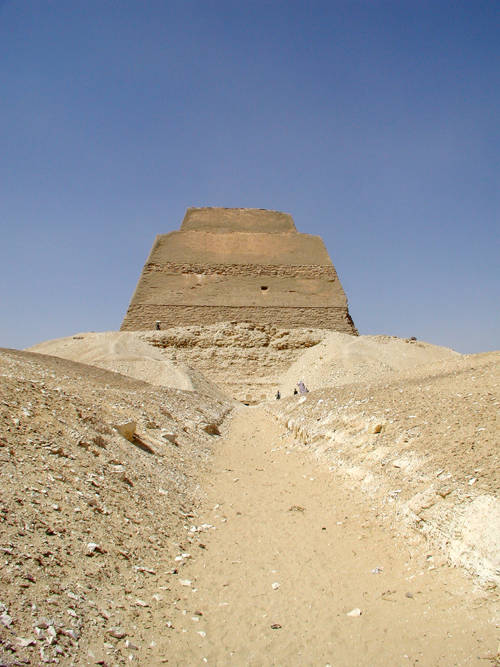
Rampa processionale di Snefru
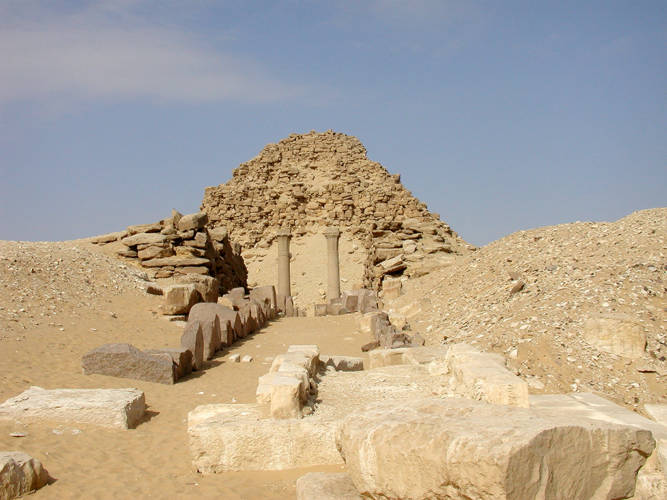
Rampa processionale di Sahura
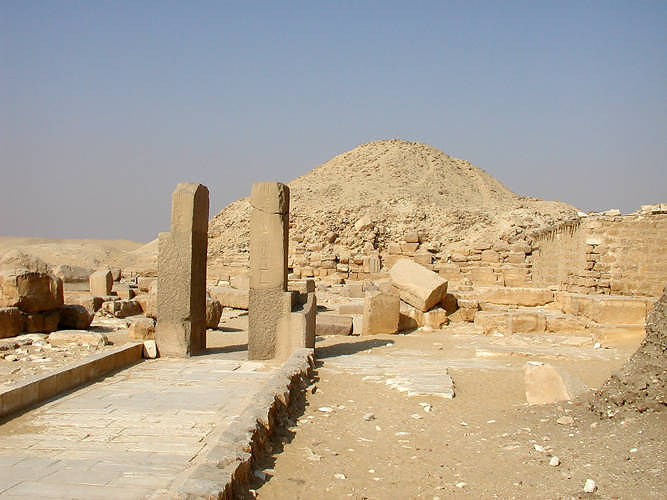
Rampa processionale di Unis
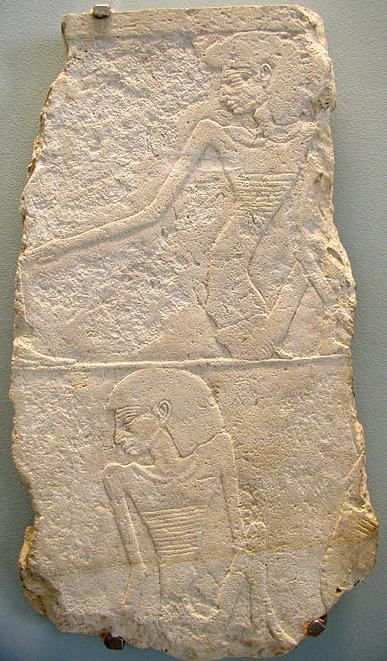
Fregio proveniente dalla rampa di Unis